# La Petite Renarde rusée
La Petite Renarde rusée (en tchèque : Příhody lišky Bystroušky) (JW 1/9) est un opéra en trois actes composé par Leoš Janáček entre 1921 et 1923 et créé le 6 novembre 1924 à Brno. Cette œuvre s'inspire du roman Liška Bystrouška de Rudolf Těsnohlídek tel qu'il a été adapté pour la bande dessinée par Stanislav Lolek, parue en feuilleton dans le journal Lidové noviny. Créations françaises (version en allemand) en mai 1957 au Théâtre Sarah-Bernhardt, direction de Václav Neumann, (version en français) en janvier 1961 au Théâtre de La Monnaie à Bruxelles, direction de James Robertson.

## Résumé
Un garde-chasse s'empare d'une renarde et veut en faire un animal domestique comme un autre. Bien entendu, il n'y arrive pas et elle ne tarde pas à s'échapper. Elle court dans les bois, batifole et tombe amoureuse d'un renard. Ils se marient et ont beaucoup de petits, jusqu'au jour où la renarde tombe sous les balles d'un chasseur.

## Argument

### Acte I
Scène 1. Dans la forêt, l'agitation fait place  au calme, lorsqu'un garde-chasse fatigué décide de se reposer un peu. Une sauterelle et un grillon se remettent à chanter ; un moustique tourne autour du garde-chasse poursuivi par une grenouille de laquelle s'approche une renarde. Effrayée, la grenouille fait un bond de côté et atterrit sur le nez du garde-chasse qui s'éveille en proférant des jurons. Il capture la renarde et décide de la ramener chez lui.
Scène 2. Quelque temps plus tard, l'automne est arrivé. Couchée devant la niche du chien, la renarde se lamente. Il lui faut aussi repousser les paroles déplacées et les avances du chien amoureux qui veut s'approcher d'elle, et les tourments que lui font subir les trois fils du garde-chasse. Elle pleure dans son sommeil, et rêve qu'elle se transforme en belle gitane. Lorsque le lendemain elle voit la façon dont les poules se laissent dominer par le coq, la colère l'envahit. Elle appelle les poules à la révolte. Mais les poules se contentent de glousser, et le coq prétend que la renarde ne veut se débarrasser des humains que pour pouvoir les dévorer en toute impunité. Déçue, la renarde creuse un trou dans le sable et s'y allonge en faisant la morte. Voulant s'assurer qu'elle ne bouge vraiment plus, le coq s'approche. C'est alors que la renarde l'attrape et s'empare ensuite de toutes les poules. Sous les cris de la forestière et les coups du garde-chasse, elle parvient à ronger la corde. Elle renverse l'homme et s'enfuit dans la forêt.

### Acte II
Scène 3. Alors qu'elle cherche un terrier, la renarde se dispute avec son voisin le blaireau, qui la menace de porter plainte ; c'est alors qu'elle lui montre son postérieur, saluée par tous les animaux de la forêt. Vaincu mais digne, le blaireau quitte les lieux. À l'auberge, le garde-chasse, l'instituteur et le curé jouent aux cartes. Le forestier et le maître d'école se lancent des piques ; l'un a perdu sa fiancée, l'autre la renarde. On se sépare furieux.
Scène 4. Alors qu'il passe par la forêt pour rentrer chez lui, l'instituteur éméché aperçoit dans l'obscurité un tournesol derrière lequel apparaît la renarde. Croyant voir le visage de sa fiancée, le maître d'école s'étale de tout son long. Soudain, vient le curé songeant à un amour de jeunesse qui avait menacé sa vertu mais ne s'était pas concrétisé. Tout à coup, arrive le garde-chasse qui tire quelques balles sur la renarde, mais n'arrive qu'à faire fuir l'instituteur et le curé.
Scène 5. Au clair de lune, un magnifique renard aborde la renarde. Il lui plaît tellement qu'elle lui raconte tout ce qu'elle a vécu chez le garde-chasse. Saisi d'admiration, le renard lui fait alors une cour flatteuse, affirmant que sa personne et son âme inspireront des opéras entiers. La renarde n'y résiste pas.  Lorsque le couple quitte la caverne du renard, elle lui murmure quelques mots à l'oreille. Il déclare alors : « Et bien, rendons nous immédiatement chez le curé ! » Au milieu d'un grand ballet d'animaux, le pivert procède à la cérémonie de mariage.

### Acte III
Scène 6. Un vagabond parcourt le bois en quête de gibier. Alors qu'il s'apprête à ramasser un lièvre mort, le garde-chasse apparaît. Le vagabond lui confie alors qu'il se mariera bientôt. Furieux, le garde-chasse voudrait prouver que le vagabond a tué le lièvre, lequel a évidemment été tué par les renards. Le garde-chasse pose alors un piège près du lièvre. Lorsque la renarde apparaît, accompagnée de son époux et de leurs petits qui flairent le lièvre avec curiosité, elle les met en garde contre le piège. Tandis que le couple s'embrasse tendrement, les renardeaux chahutent. Le vagabond arrive soudain avec un panier rempli de poules ; la renarde se met alors à boiter et attire dans la forêt le vagabond qui pense avoir trouvé une proie facile. Il dépose son panier, la suit, trébuche et tombe. Lorsqu'il revient à son panier, le nez en sang, les renards se sont déjà emparés de ses poules. Il leur tire alors dessus, provoquant leur dispersion. À la fin, il ne reste que la renarde gisant sur le sol. À l'auberge, le garde-chasse raconte à l'instituteur qu'il a trouvé le terrier des renards vide. La patronne prétend savoir que l'ex-fiancée du garde-chasse va épouser le vagabond le jour même et qu'elle porte un manchon neuf en fourrure de renard. Le garde-chasse déclare alors qu'il vaut mieux cela plutôt que de s'être attaché à cette femme. Mais les deux hommes ont à présent un sentiment de défaite. Le lendemain, en promenade, le garde-chasse rencontre une des filles de la renarde, qui ressemble beaucoup à sa mère. Il comprend alors que la renarde n'est pas totalement morte.

## Commentaires
La Petite Renarde rusée est l'occasion pour le compositeur de déployer de splendides harmonies ainsi qu'un lyrisme et un romantisme unique bien différent de celui de certaines œuvres plus tardives telles que De la maison des morts. 
Cette œuvre parle principalement du cycle de la nature, du fait que rien ne meurt vraiment. Ainsi, la pièce commence au printemps, et se termine au printemps. La pièce commence aussi avec la capture de la jeune renarde et, à la fin, le garde-chasse rencontre la fille de la Renarde, son exacte réplique. Mais le garde-chasse est vieux maintenant, un cycle est passé.
Janáček y place les animaux et les hommes au même niveau de communication et de sentimentalité.
La BBC a réalisé un dessin animé intitulé The Cunning Little Vixen, qui se veut didactique. L'œuvre a été expurgée de certains passages pour mettre cet opéra — que certains jugent un peu difficile — à la portée de tous.
Václav Talich a réalisé l'arrangement en suite d'orchestre ; elle-même révisée plus tard par Václav Smetáček, totalisant environ 17 à 19 minutes de musique.

## Discographie sélective

### Opéra
- Václav Neumann, Orchestre philharmonique tchèque (1981, 2CD Supraphon) (OCLC 420018691)
- Charles Mackerras, Orchestre philharmonique de Vienne ; Lucia Popp, Eva Randova, Dalibor Jedlicka (1986, Decca 417 129-2) (OCLC 896730080 et 517493391)
- Bohumil Gregor, Orchestre national de Prague ;  Zdenek Kroupa, basse ; Jaroslava Prochazkova, contralto ; Jan Hlavsa, ténor ; Dalibor Jedlicka, basse ; Joseph Heriban, ténor ; Jaroslava Dobra, soprano (1996, 2CD Supraphon) (OCLC 421762546)

### Suite
- Václav Neumann, Orchestre philharmonique tchèque (12-13/15 avril 1954, Supraphon) (OCLC 31230321)
- Jiří Bělohlávek, Orchestre philharmonique tchèque (10-11 mars 1992, Chandos) (OCLC 27448022)
- José Serebrier, Orchestre philharmonique de Brno (juin 1996, Reference Recordings) (OCLC 37126574)
- Charles Mackerras, Orchestre philharmonique tchèque (concert, 17-18 octobre 2002, Supraphon SU-3739-2) — Révision Mackerras.